# CD Lugo

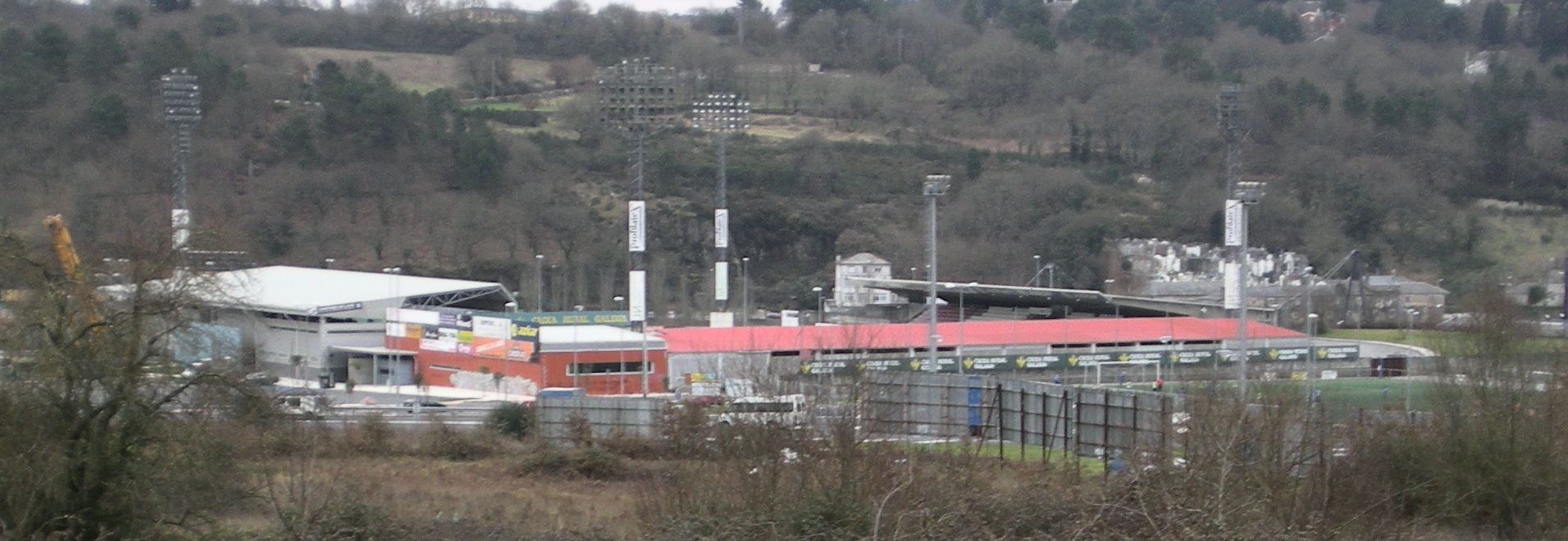
Estadio Anxo Carro

CD Lugo (celým názvem Club Deportivo Lugo S.A.D.) je španělský fotbalový klub z města Lugo na severovýchodě Galicie. Založen byl roku 1953. Domácí zápasy hraje na stadionu Estadio Anxo Carro s kapacitou 7 840 míst.
Ve své historii se pohyboval ve druhé, třetí a čtvrté španělské lize. V ročníku 1972/73 hrál nižší regionální ligu. Od sezony 2012/13 hraje v Segunda División.
Před sezonou 2014/15 představil klub netradiční dresy s pivním motivem.